# Flagge der Arabischen Liga
Die Flagge der Arabischen Liga besteht aus einem grünen Hintergrund, auf dem das Siegel der Arabischen Liga abgebildet ist. 22 Kettenglieder stehen für die 22 Mitglieder der Liga zum Zeitpunkt der Annahme der Flagge. Der Schriftzug gibt den arabischen Namen der Organisation wieder: جامعة الدول العربية, „Liga der Arabischen Staaten“. Umgeben wird das Ganze mit einem weißen Kranz und einem Band an der Basis.
Daneben gibt es weitere Flaggen der Arabischen Liga, welche für gewöhnlich bei den Gipfeltreffen verwendet werden. Für den Präsidenten während des Gipfeltreffens wird eine Variante der Flagge mit einem weißen Hintergrund verwendet. Auf älteren Flaggen der Arabischen Liga aus den 1950er bis 1970er Jahren sind die Kettenglieder in rot oder schwarz, die arabische Schrift in schwarz oder gold, mit grünen oder weißen Mondsicheln abgebildet.